# Reis de Prússia

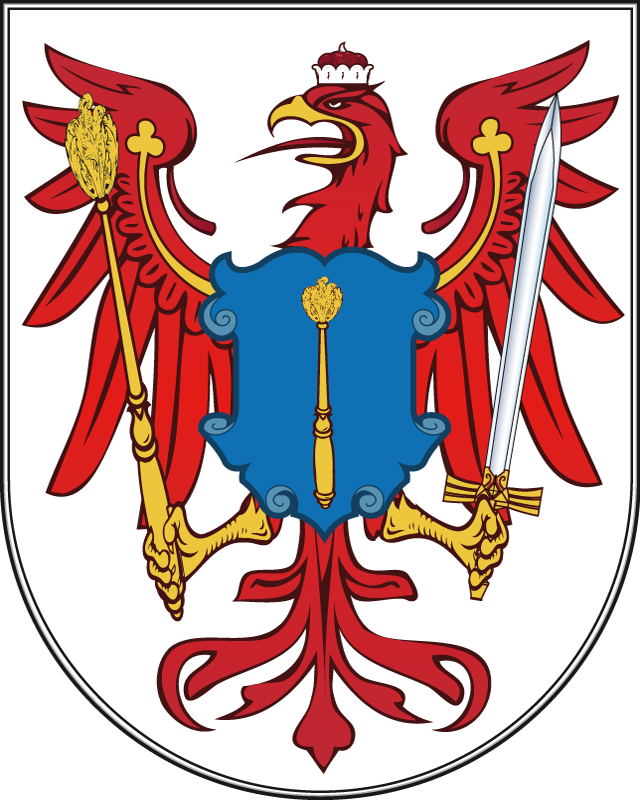
Escut dels Electors de Brandenburg

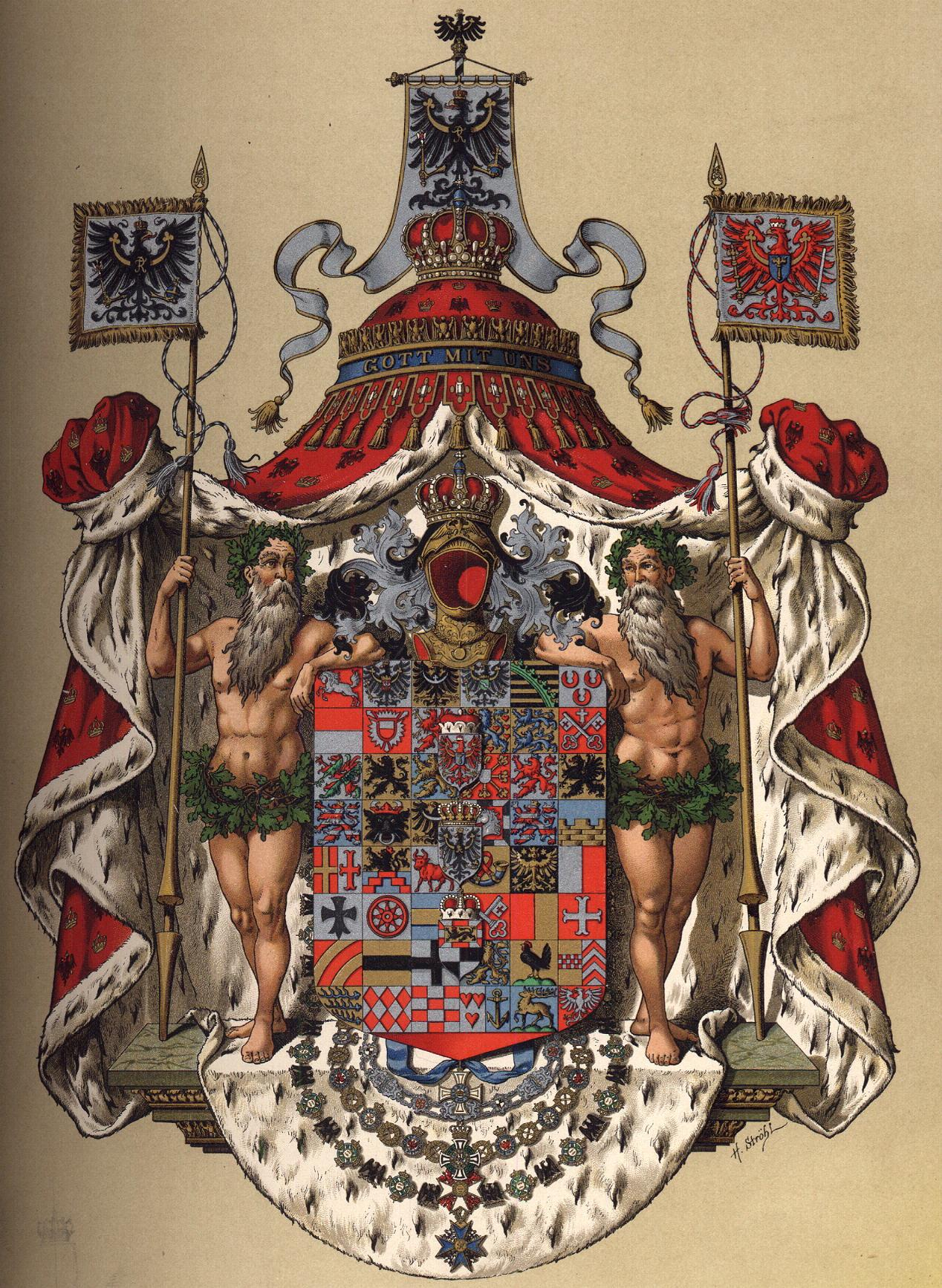
Escut dels Reis de Prússia

Escut d'armes gran de l'Emperador Alemany (1871-1918)

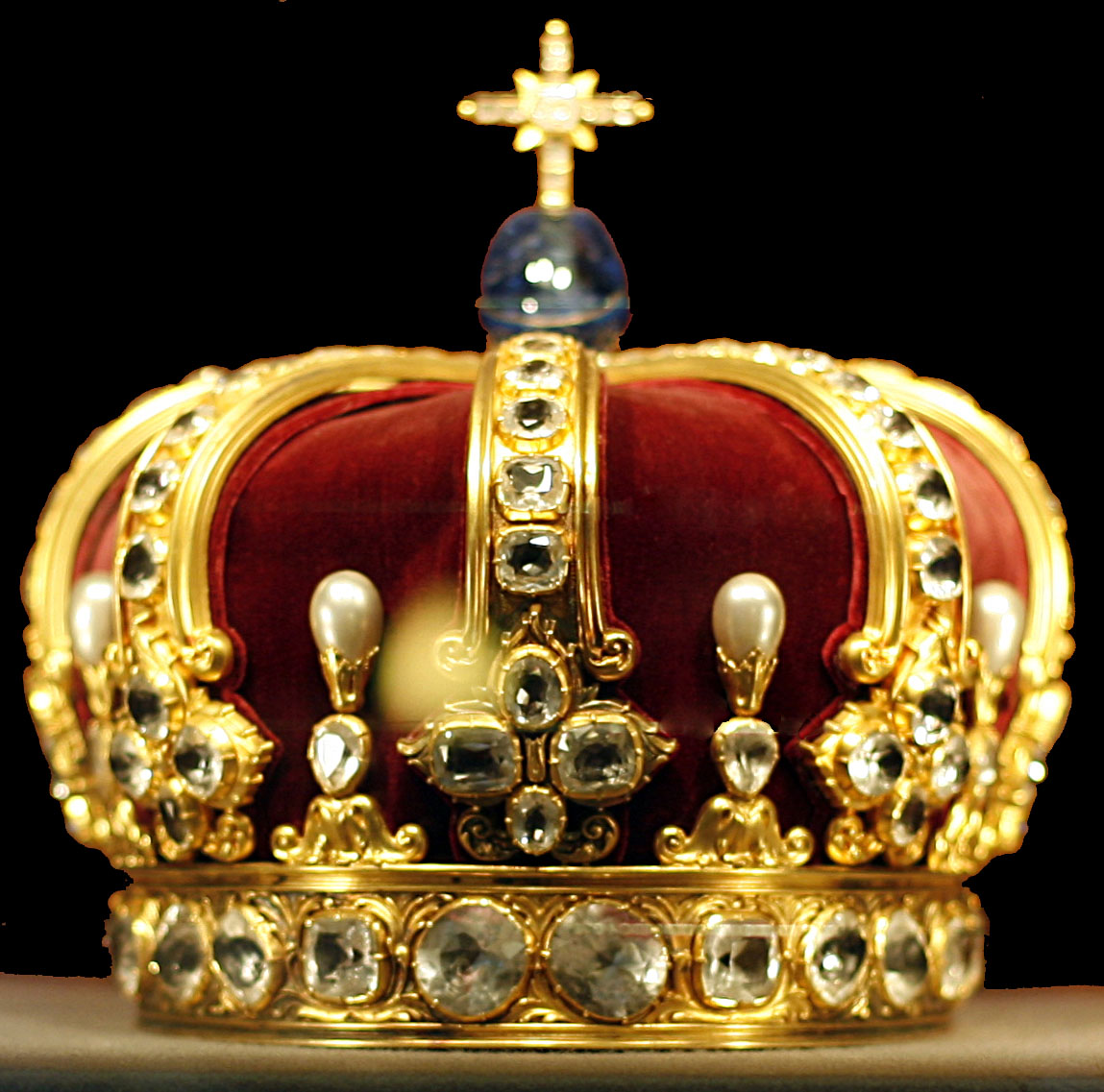
Corona dels reis de Prússia (Col·lecció del Castell d'Hohenzollern)

Aquests són tots els reis de Prússia (tots de la dinastia Hohenzollern) i els electors de Brandenburg:
| Dinastia Ascània. Marcgravis de Brandenburg                                    | Dinastia Ascània. Marcgravis de Brandenburg | Dinastia Ascània. Marcgravis de Brandenburg | Dinastia Ascània. Marcgravis de Brandenburg |
| Ordre                                                                          | Marcgravi                                   | Regnat                                      | Vida                                        |
| ------------------------------------------------------------------------------ | ------------------------------------------- | ------------------------------------------- | ------------------------------------------- |
| 1                                                                              | Albert I                                    | 1134-1170                                   | 1100 a 1170                                 |
| 2                                                                              | Otó I                                       | 1170-1184                                   | 1128 a 1184                                 |
| 3                                                                              | Otó II                                      | 1184-1205                                   | 1147 a 1205                                 |
| 4                                                                              | Albert II                                   | 1205-1220                                   | 1150 a 1220                                 |
| 5                                                                              | Joan I (associat amb Otó III)               | 1220-1266                                   | 1213 a 1266                                 |
| 6                                                                              | Otó III                                     | 1220-1267                                   | 1215 a 1267                                 |
| 7                                                                              | Otó IV                                      | 1267-1308                                   | 1238 a 1309                                 |
| 8                                                                              | Waldemar                                    | 1308-1319                                   | 1280 a 1319                                 |
| Dinastia Wittelsbach. Marcgravis Electors de Brandenburg                       |                                             |                                             |                                             |
| Ordre                                                                          | Elector                                     | Regnat                                      | Vida                                        |
| 1                                                                              | Lluís (Emperador germànic)                  | 1322-1324                                   | 1282 a 1347                                 |
| 2                                                                              | Lluís I (Lluís V de Baviera)                | 1324-1351                                   | 1315 a 1361                                 |
| 3                                                                              | Lluís II "el Romà"                          | 1351-1365                                   | 1328 a 1365                                 |
| 4                                                                              | Otó V                                       | 1365-1373                                   | 1346 a 1379                                 |
| Dinastia de Luxemburg. Marcgravis Electors de Brandenburg                      |                                             |                                             |                                             |
| Ordre                                                                          | Elector                                     | Regnat                                      | Vida                                        |
| 1                                                                              | Carles IV                                   | 1373-1378                                   | 1316 a 1378                                 |
| 2                                                                              | Venceslau (associat ambCarles IV)           | 1373-1378                                   | 1361 a 1419                                 |
| 3                                                                              | Segimon (1ª cop)                            | 1378-1397                                   | 1368 a 1437                                 |
| 4                                                                              | Jobs                                        | 1397-1411                                   | 1351 a 1411                                 |
| 5                                                                              | Segimon (2ª cop)                            | 1411-1417                                   | 1368 a 1437                                 |
| Dinastia de Hohenzollern. Marcgravis Electors de Brandenburg                   |                                             |                                             |                                             |
| Ordre                                                                          | Elector                                     | Regnat                                      | Vida                                        |
| 1                                                                              | Frederic I                                  | 1417-1426                                   | 1371 a 1440                                 |
| 2                                                                              | Joan                                        | 1426-1440                                   | 1406 a 1464                                 |
| 3                                                                              | Frederic II                                 | 1440-1470                                   | 1413 a 1470                                 |
| 4                                                                              | Albert III                                  | 1470-1486                                   | 1414 a 1486                                 |
| 5                                                                              | Joan Ciceró                                 | 1486-1499                                   | 1455 a 1499                                 |
| 6                                                                              | Joaquim I                                   | 1499-1535                                   | 1484 a 1535                                 |
| 7                                                                              | Joaquim II                                  | 1535-1571                                   | 1505 a 1571                                 |
| 8                                                                              | Juan Jorge I                                | 1571-1598                                   | 1525 a 1598                                 |
| 9                                                                              | Joaquim Frederic I                          | 1546-1608                                   | 1598 a 1608                                 |
| Dinastía de Hohenzollern. Marcgravis Electors de Brandenburg i Ducs de Prússia |                                             |                                             |                                             |
| Ordre                                                                          | Elector                                     | Regnat                                      | Vida                                        |
| 1                                                                              | Joan Segimon I                              | 1608-1619                                   | 1572 a 1619                                 |
| 2                                                                              | Jordi Guillem I                             | 1619-1640                                   | 1595 a 1640                                 |
| 3                                                                              | Frederic Guillem I "el Gran Elector"        | 1640-1688                                   | 1620 a 1688                                 |
| 4                                                                              | Frederic III                                | 1688-1713                                   | 1657 a 1713                                 |
| Dinastia de Hohenzollern. Reis de Prússia                                      |                                             |                                             |                                             |
| Ordre                                                                          | Rei                                         | Regnat                                      | Vida                                        |
| 1                                                                              | Frederic I                                  | 1701-1713                                   | 1657 a 1713                                 |
| 2                                                                              | Frederic Guillem I                          | 1713-1740                                   | 1688 a 1740                                 |
| 3                                                                              | Frederic II "el Gran"                       | 1740-1786                                   | 1712 a 1786                                 |
| 4                                                                              | Frederic Guillem II                         | 1786-1797                                   | 1744 a 1797                                 |
| 5                                                                              | Frederic Guillem III                        | 1797-1840                                   | 1770 a 1840                                 |
| 6                                                                              | Frederic Guillem IV                         | 1840-1861                                   | 1795 a 1861                                 |
| 7                                                                              | Guillem I                                   | 1861-1888                                   | 1797 a 1888                                 |
| Dinastía de Hohenzollern. Emperadors del II Reich i Reis de Prússia            |                                             |                                             |                                             |
| Ordre                                                                          | Emperador                                   | Regnat                                      | Vida                                        |
| 1                                                                              | Guillem I                                   | 1871-1888                                   | 1797 a 1888                                 |
| 2                                                                              | Frederic III                                | 1888                                        | 1831 a 1888                                 |
| 3                                                                              | Guillem II                                  | 1888-1918                                   | 1859 a 1941                                 |

Des del 1994, el pretendent al tron de Prússia (i al d'Alemanya) és Jordi Frederic de Prússia, un rebesnet de Guillem II d'Alemanya, l'últim emperador alemany.